# Ваљевска област
Ваљевска област је била једна од 33 области Краљевинe СХС. Налазила се на подручју данашње Србије. Седиште јој је било у Ваљеву. Настала је 1922. када је Краљевина СХС подељена на области, заузимала је исти простор као Ваљевски округ. Постојала је до 1929. године, када је укинута, a њено подручјe је укљученo у састав Дринске бановине.
Административна подела
Област је садржавала срезове:
- Ваљевски
- Колубарски (Мионица)
- Подгорски (Каменица)
- Посавски (Обреновац)
- Тамнавски (Уб)